# Ястребовский сельсовет (Курская область)
Ястребо́вский сельсовет — муниципальное образование со статусом сельского поселения в Мантуровском районе Курской области Российской Федерации.
Административный центр — село Ястребовка.

## История
Статус и границы сельсовета установлены Законом Курской области от 21 октября 2004 года № 48-ЗКО «О муниципальных образованиях Курской области».
Законом Курской области от 26 апреля 2010 года № 26-ЗКО в состав сельсовета включены населённые пункты упразднённых Стуженского и Круто-Верховского сельсоветов.

## Население
| 2002  | 2010  | 2012  | 2013  | 2014  | 2015  | 2016  |
| ----- | ----- | ----- | ----- | ----- | ----- | ----- |
| 1272  | ↗1756 | ↘1658 | ↘1596 | ↘1552 | ↘1547 | ↘1507 |
| 2017  | 2018  | 2019  | 2020  | 2021  |       |       |
| ↘1488 | ↘1442 | ↘1397 | ↘1368 | ↗1548 |       |       |

## Состав сельского поселения
| №  | Населённый пункт | Тип населённого пункта       | Население |
| -- | ---------------- | ---------------------------- | --------- |
| 1  | Александровка    | деревня                      | ↘27       |
| 2  | Бурцевка         | деревня                      | ↘78       |
| 3  | Гусли            | хутор                        | ↘53       |
| 4  | Камышенка        | деревня                      | ↘46       |
| 5  | Крутые Верхи     | село                         | ↘126      |
| 6  | Лески            | деревня                      | ↘20       |
| 7  | Меловой Колодезь | деревня                      | ↘60       |
| 8  | Покровское       | село                         | ↘78       |
| 9  | Стужень          | село                         | ↘315      |
| 10 | Ястребовка       | село, административный центр | ↘953      |